# Delias woodi
Delias woodi är en fjärilsart som beskrevs av Talbot 1928. Delias woodi ingår i släktet Delias och familjen vitfjärilar. Inga underarter finns listade i Catalogue of Life.